# FLINTA*
FLINTA* (alternativ auch FLINTA oder FLINT) ist ein Akronym, das für Frauen, Lesben, intergeschlechtliche, nichtbinäre, transgeschlechtliche und agender Personen steht. Der angehängte Asterisk dient dabei als Platzhalter für alle Personen, die sich in keinem der Buchstaben wiederfinden, aber dennoch aufgrund ihrer geschlechtlichen Identität von Marginalisierung betroffen sind. Mit der Abkürzung wird oft auf die Einladungspolitik bestimmter Räume verwiesen, die dadurch als inklusiv und für Personen mit unterschiedlichen Geschlechtsidentitäten offen dargestellt werden.

## Geschichte
Anfang der 1970er-Jahre entstanden die ersten sogenannten Frauenräume in Westdeutschland und West-Berlin. Diese sollten ein Ort sein, an dem Frauen unter sich sein und sich frei von patriarchalen Strukturen austauschen konnten. Aus den Frauenräumen heraus entstanden dann viele verschiedene Projekte, wie Lesbengruppen, Frauencafés und 1976 auch das erste Frauenhaus in West-Berlin. In den 1980ern gab es bereits rund 100 verschiedene Frauengruppen, inzwischen auch mit deutlich lesbischem Anteil. Einige der Schutzräume und Gruppierungen wurden daraufhin in FrauenLesben-Räume umbenannt, um die zusätzliche Diskriminierung von Lesben – auch durch Frauen – sichtbarer zu machen.
Etwa seit den 1990ern gab es immer wieder Debatten darüber, ob solche Schutzräume auch für z. B. transgeschlechtliche oder nicht-binäre Personen geöffnet werden sollen. Während es nach wie vor Projekte und Räume gibt, die an der Bezeichnung FrauenLesben festhalten, gibt es einige, die ihre Räume weiter geöffnet und die Bezeichnung z. B. auf FLT* – Frauen, Lesben, Trans* – erweitert haben. Dieser Begriff wurde teilweise auf FLTI*, FLIT* oder FLINT* (nicht immer mit Inklusivitäts-Stern) erweitert, um Intergeschlechtlichkeit und nichtbinäre Geschlechtsidentitäten ebenfalls explizit zu machen. Die teilweise unterschiedliche Reihung der Buchstaben innerhalb der Abkürzung spiegelt innerfeministische Auseinandersetzungen um die Bedeutung der unterschiedlichen Gruppen wider. Im weiteren Verlauf wurde innerhalb der LGBT-Gemeinschaft versucht, einen Begriff zu finden, der alle mit einschließt, die auf Grund ihrer Geschlechtsidentität diskriminiert werden. Alle diese Personen sollen sich in den jeweiligen Räumen und Veranstaltungen sicher fühlen können. Deshalb wird aktuell häufig der Begriff FLINTA* (wobei A für Agender steht) benutzt, wobei das Sternchen am Ende als Platzhalter dient, um alle, die dieser Gruppe angehören, aber eventuell nicht aufgezählt wurden, mit einzuschließen.

## Zweck und Abgrenzung
Der Begriff FLINTA* ist als Benennung für eine Personengruppe konzipiert, deren Gemeinsamkeit darin besteht, dass die Individuen nicht cis-männlich sind. Das Akronym wird häufig genutzt, um bei Veranstaltungen einen Schutzraum für Menschen zu schaffen, „die aufgrund ihrer Geschlechtsidentität patriarchal diskriminiert werden“.
Daneben existiert auch der Begriff TINA*. Dieses Akronym steht für trans- und intergeschlechtliche, nicht-binäre und agender* Personen und dient als Bezeichnung für alle Menschen, die nicht cisgeschlechtlich sind. Menschen, die sich diesem Begriff zuordnen, passen nicht in das binäre Geschlechtersystem von Mann und Frau und sind dadurch anders von Diskriminierung aufgrund ihres Geschlechtes betroffen als cisgeschlechtliche Frauen.
Im Unterschied zum Akronym LGBTQIA+, das auch auf die sexuelle Orientierung abstellt und häufig mit dem Begriff queer gleichgesetzt wird, bezieht sich FLINTA* in erster Linie auf die Geschlechtsidentität von Personen. In begrifflicher Spannung dazu steht allerdings das L, das Lesben bezeichnet (weshalb es teilweise auch weggelassen und die Abkürzung FINTA* benutzt wird). Das Duden-Wörterbuch Vielfalt (2023) gibt zu bedenken, dass sich das L hier „weniger auf eine sexuelle/romantische Orientierung als auf deren gesellschaftliche Verknüpfung mit geschlechtlichen Normen und die daraus folgenden möglichen Auswirkungen auf lesbische Personen“ bezieht. Damit wird auch die historische Bedeutung der Lesbenbewegung für den Zusammenhalt und die Solidarität feministischer Frauencommunities hervorgehoben. „Obwohl Lesbischsein gemeinhin als sexuelle Orientierung und nicht als Geschlechtsidentität gilt, wurde der Begriff in die Abkürzung aufgenommen, um feministische Errungenschaften sichtbar zu machen, die zum großen Teil der Lesbenbewegung zu verdanken sind. Außerdem soll kritisiert werden, dass in der heteronormativen Gesellschaft häufig davon ausgegangen wird, Sex und Liebesbeziehungen mit  cisgeschlechtlichen Männern sei ein fester Bestandteil von Weiblichkeit.“ Auch Thesen wie: „Lesben sind keine Frauen“ (1978) der radikalen Feministin Monique Wittig und lesbischer Separatismus generell trugen dazu bei, dass Lesben zusätzlich zu Frauen erwähnt werden.

## Kritik
Der Begriff wurde in der Öffentlichkeit kritisiert, weil er zu einer „Verhunzung“ der Sprache beitrage und für diejenigen, die mit den Debatten nicht vertraut sind, nicht verständlich sei.
Die feministische Linguistin Luise F. Pusch kritisiert den Begriff, weil Frauen durch sprachliche Konstruktionen wie „Menschen mit Uterus“ oder „FLINTA*“ aus dem Sprachgebrauch verdrängt und ähnlich wie zuvor durch das generische Maskulinum unsichtbar gemacht würden. Begriffe wie FLINTA* würden zwar den Eindruck erwecken, inklusiv zu wirken, könnten aber gleichzeitig die spezifischen Kämpfe und Erfahrungen von Frauen verwässern.
Kritisiert wird außerdem, dass trotz der Begrifflichkeiten nicht eindeutig festgelegt sei, wer in FLINTA*-Räumen willkommen ist. Maya Joleen Kokits und Marion Thuswald verweisen darauf, dass sich transgeschlechtliche Menschen auch in Räumen, die in ihrer Einladungspolitik auf das T im Akronym verweisen, unwohl fühlen können. So können trans Frauen wegen männlicher Zuschreibungen Ausgrenzung erfahren oder trans Männer mit der Erwartung konfrontiert sein, dass sie als (cis-)Frauen in den Räumen Schutz suchen. Die Tatsache, dass sich die Geschlechtsidentität nicht immer anhand des äußeren Erscheinungsbildes erkennen lässt, kann auch dazu führen, dass Menschen sich outen müssen, um Zugang zu entsprechenden Räumen zu erhalten. Wo eigentlich ein Schutzraum für alle entstehen sollte, die aufgrund ihrer Geschlechtsidentität diskriminiert werden, komme es auf diese Weise zu zusätzlichen Ausschlüssen. Zudem sind FLINTA*-Räume oft dominiert von cisgeschlechtlichen und weißen Menschen, wodurch sich mehrfach marginalisierte FLINTA* ausgeschlossen fühlen können oder befürchten, in dem eigentlichen Schutzraum weiterhin Diskriminierung zu erfahren.
Inter-Aktivisten kritisieren die Vereinnahmung von Intergeschlechtlichkeit durch queere Theorie und Aktivismus „zur Dekonstruktion des Zweigeschlechtersystems“. Obwohl sich die Schutzräume zunehmend für sie öffnen, würden ihre politischen Anliegen von queerfeministischen Gruppen selten thematisiert. Queere Kritik an dem Begriff unterstreicht, er schreibe „Identitäten fest, statt konkret zu benennen – wer Teil einer Flinta*-Veranstaltung sein wolle, stehe wiederum vor einem Zwangsouting.“ Cordula Trunk weist darauf hin, dass die Erfahrungen der im Akronym FLINTA* eingeschlossenen Menschen nicht einfach identisch sind, nur weil sie sich „aufgrund ihrer geschlechtlichen Identität patriarchal diskriminiert“ sehen. Der Begriff unterstelle „ein Bündnis, das nicht automatisch besteht, sondern nur durch einen mühsamen Aushandlungsprozess über gemeinsame politische Ziele hergestellt werden kann.“